# Pürksi
Koordinaten: 59° 1′ N, 23° 31′ O
Pürksi (schwedisch Birkas) ist ein Dorf (estnisch küla) in der Landgemeinde Lääne-Nigula im Kreis Lääne in Estland. Bis 2017 war es der Hauptort der Landgemeinde Noarootsi.

## Einwohnerschaft und Lage

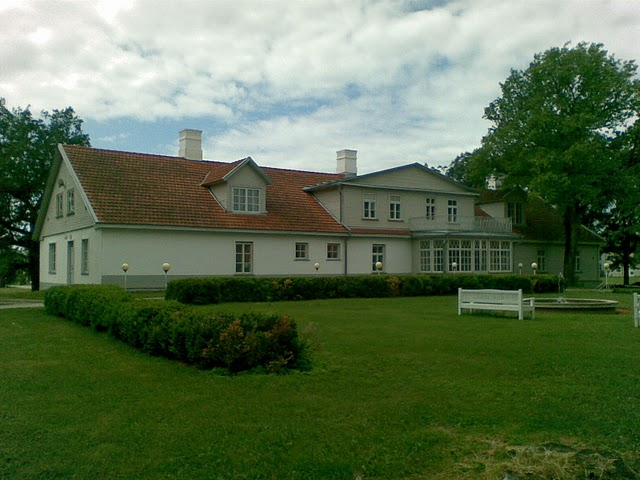
Das Noarootsi Gümnaasium im ehemaligen Herrenhaus von Pürksi

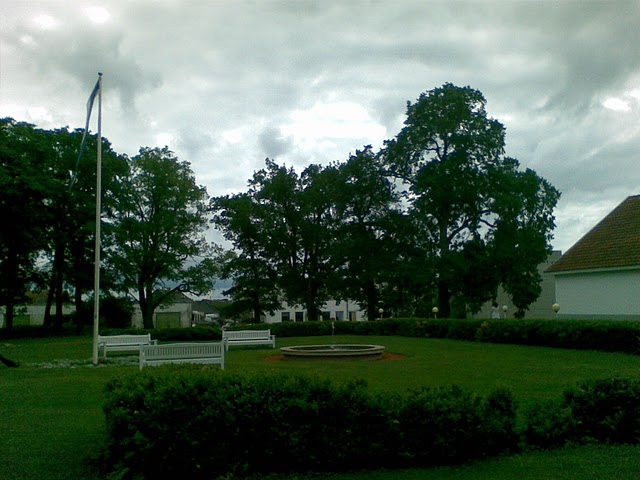
Park des ehemaligen Gutshofs

Pürksi liegt sieben Kilometer nördlich der Landkreishauptstadt Haapsalu. Es hat 183 Einwohner (Stand 31. Dezember 2011).
Der Ortsname ist offiziell zweisprachig estnisch und schwedisch, da das Dorf bis 1944 zum traditionellen Siedlungsgebiet der Estlandschweden gehörte.

## Geschichte
Das Dorf wurde erstmals 1540 unter dem Namen Birrix urkundlich erwähnt.
1620 wurde der Hof von Pürksi gegründet. Vom Ende des 18. Jahrhunderts bis zur Enteignung im Zuge der estnischen Landreform 1919 stand das Gut im Eigentum der adligen deutschbaltischen Familie Ungern-Sternberg. Ab 1799 war der deutschbaltische Landschafts- und Porträtmaler Johann Karl Emanuel von Ungern-Sternberg (1773–1830) Eigentümer von Pürksi.
Das anderthalbgeschossige, einfache Herrenhaus aus Stein und Holz wurde während des 19. Jahrhunderts errichtet. Es wurde 1995 aufwändig restauriert. Heute ist darin das örtliche Gymnasium untergebracht. Erhalten sind auch mehrere Nebengebäude. Der drei Hektar große Park steht unter Naturschutz.

## Landwirtschafts- und Volkshochschule
Von 1920 bis zu ihrer Schließung durch die sowjetischen Behörden 1943 war in Pürksi die estnisch- und schwedischsprachige Landwirtschafts- und Volkshochschule (estnisch Pürksi Põllutöö- ja Rahvaülikool; schwedisch Birkas lantmanna- och folkhögskola) tätig. Sie bildete das Zentrum des Kulturlebens in der Landgemeinde. Die Rektoren kamen meist direkt aus Schweden.

## Gymnasium
In Pürksi befindet sich das einzige Gymnasium der Landgemeinde, das Noarootsi Gümnaasium. Die 1990 ins Leben gerufene Lehranstalt bietet Unterricht auf Estnisch und Schwedisch an. Die Einrichtung wird vom schwedischen und finnischen Staat finanziell unterstützt. Sie untersteht im Gegensatz zu den meisten anderen Schulen in Estland der Regierung in Tallinn, nicht der kommunalen Gebietskörperschaft.